# ماهی‌گیرک کوچک ریزجثه
 ماهی‌گیرک کوچک ریزجثه (نام علمی: Aethia pusilla) نام کوچکترین گونه از سرده ماهی‌گیرک کوچک است.